# Заистобная
Заисто́бная — ныне не существующая деревня в составе Лальского района Кировской области, входившая в состав Залисского сельсовета.

## История
Деревня была основана в период с 1580 по 1608 год. Впервые упоминается как «починок Истопной на Дору Залесном на речке Истопной» в переписной книге 1620 года. Относилась к Антропьевой слободе, входившей в Сольвычегодский (Усольский) дистрикт Великоустюжской [Устюжской] провинции Архангелогородской губернии. Эта территория в XVI веке заселялась пришлыми людьми. Первые жители: Куземка Угрюмов, Ивашка Прокофьев, Девятко Прокопьев, Харитонко Насонов. По переписи 1620 года включала в себя 4 двора.

«… Деревня что был починок истобной на дору залесном на речке на истобной а в ней крестьяне: во дворе Ивашка Прокофьев, во дворе Куземка Угрюмов, во дворе половник его Девятко Прокопьев, во дворе Харитонко Насонов пашни паханые худые земли и с пропашью четыре чет в поле а в дву потому ж сена на отхожых пожнях на ареховке да на легушке…»— 
Название деревня получила, поскольку располагалась на реке Истобенке. Деревня была основана на выжженой лесной поляне недалеко от города Лальска. Население — черносошные крестьяне, деревня входила в приход Предтеченской, а позднее — Спасской церкви города Лальска. Рядом с деревней на реке Лале Залесской располагалась мельница-колотовка, то есть с горизонтальным колесом.
Заистобная граничила с ныне не существующими деревнями Кулемисино, Дор Большой, Дор Меньшой, Серетка. Перечисленные деревни располагались на одной «поляне» площадью до 5 километров. Опираясь на текущее исследование по генеалогии крестьян из данных мест, анализ домостроительства (количества дворов, пашен, сельхозпостроек), можно предположить, что деревни образовывали единую систему, которая помогала вести сельское хозяйство и выживать в тяжелых условиях.
Самая ранняя купчая на земельный участок в Заистобной датирована 1608 годом и упоминается в переписи 1625 года. Однако, 1608 год нельзя с полной уверенностью считать годом основания деревни, поскольку, земля могла быть приобретена у соседа, либо получена в наследство от отца.
Потомок первопоселенцев Угрюмовых, Лаврентий Семенович Угрюмов вместе с сыном Алексеем, в период с 1722 по 1747 год переселился в Лальский посад и стал родоначальником ветви Угрюмовых в Лальске. Правнучка Лаврентия Угрюмова, Пелагея Семеновна Прозорова (Угрюмова) была женой промышленника и мецената Якова Алексеевича Прозорова.
Ремесленники из Заистобной славилась в округе плетением прочных лаптей.

## Население
| 1620 | 1708 | 1722 | 1926 |
| ---- | ---- | ---- | ---- |
| 4    | 13   | 20   | 105  |

По данным 1926 года в деревне проживало 105 человек.
30 декабря 1986 года деревня Заистобная была упразднена решением Кировского облсовета № 20/609 от 30/12/1986.

## Известные жители
- Угрюмов, Петр Иванович — участник Гражданской войны, советский общественный деятель и учёный, заведующий кафедрой экономической теории СЮИ-СГАП (1940—1941), директор СЮИ-СГАП (1938—1941).